# Стерилизация (контрацепция)
Стерилиза́ция, или дефертилиза́ция — процесс лишения способности к размножению, с сохранением половых органов (в отличие от кастрации, когда органы, участвующие в размножении, удаляются). Способность к спариванию при этом сохраняется.

## Применение

### Стерилизация человека
Стерилизация человека используется как один из методов контроля рождаемости, а также по медицинским показаниям (реже по религиозным мотивам — например, кастрация у скопцов) и уровню дохода (стерилизация бедняков в странах Латинской Америки). В соответствии с Римским статутом, принудительная стерилизация людей рассматривается Международным уголовным судом как преступление против человечности.
В XX веке насильственная стерилизация применялась в некоторых странах для сокращения численности «неполноценных» народов или социальных групп. Эта практика опиралась на положения «евгеники» — учения, разработанного Френсисом Гальтоном и теорию социального дарвинизма Герберта Спенсера. В начале XX века законы о принудительной стерилизации преступников и «слабоумных» были приняты в Канаде, скандинавских странах, 30 американских штатах и в Германии. Стерилизация человека использовалась в некоторых странах (например, в нацистской Германии) как один из инструментов негативной евгеники. На заключённых концлагерей нацистской Германии проводились медицинские эксперименты, в том числе по стерилизации.
В Японии принудительная стерилизация граждан с психическими расстройствами, действовавшая с 1940 по 1996 годы, была отменена с прочими дискриминирующими законами на основе евгеники.
Согласно закону КНР о контроле рождаемости, проводить насильственные операции по стерилизации запрещено, однако периодически поступают сообщения о том, что местные чиновники проводят эту процедуру именно насильственным способом.
В Сингапуре в 1980-х годах предлагалось 5000 долларов женщинам, решившим пройти стерилизацию. Условия для получения выплат были явно ориентированы на людей без образования и с низким доходом. В соглашении договорились условия: у обоих родителей должно быть образование ниже определённого уровня, совокупный доход не превышать 750 долларов в месяц.
По данным двухгодичного исследования, проведенного корреспондентом Би-би-си Натальей Антелава, в Узбекистане действует с 1999 года программа принудительной стерилизации женщин детородного возраста, через эту процедуру уже прошли десятки тысяч женщин. Узбекское министерство иностранных дел категорически отрицает наличие данной программы.
В России добровольная стерилизация как метод контрацепции разрешена с 1990 года. Её могут провести по письменному заявлению гражданина не моложе 35 лет или имеющего двух и более детей. По состоянию на 2007 год в стране было зарегистрировано 17,7 тысяч подобных операций, из которых 81 % — женские.
В Польше стерилизация относится к уголовным преступлениям с 1997 года и после редакции 2019 года предполагает наказание от 3 лет тюремного заключения.
В Германии стерилизация, как и любое другое медицинское вмешательство, требует согласия пациента.

#### В Индии
В 1960-е годы правительство Индии, обеспокоенное ростом численности населения, использовало стерилизацию с целью ограничения рождаемости. К 1970-м годам были определены программы и целевые показатели стерилизации граждан. Был предпринят ряд мер, направленных на поощрение граждан: сельскохозяйственные кредиты выдавались только при наличии сертификата о стерилизации, у многодетных родителей не принимали в школу более трёх детей, заключённые не получали условно-досрочного освобождения. Эти меры вошли в историю как «Эффект Санджая», сына премьер-министра тех лет Индиры Ганди. Есть данные о принудительной стерилизации. Ажиотаж по поводу стерилизации пошёл на спад после выборов 1977 года, хотя программы добровольной стерилизации время от времени появлялись в разных индийских штатах и позднее. Если в 1970 году около 5% женщин в Индии были стерилизованы, то в 2020 году этот процент приблизился к 29%. По данным индийского правительства, в 2003—2014 годах была стерилизована каждая третья индийская женщина, а более тысячи подобных операций закончились летальным исходом. Поскольку семьям рекомендовалось сводить число детей к минимуму, предпочтение отдавалось сыновьям, отчего выросло число абортов в отношении плодов с женскими половыми признаками. 

#### В США
В 1927 году решение Верховного суда США по делу Бак против Белла подтвердило законность статута о принудительной стерилизации «неполноценных» людей, включая умственно отсталых с целью «защиты и сохранения здоровья нации». 
В рамках евгенических программ в южных штатах США проводилась принудительная стерилизация, которая была так распространена, что получила название «миссисипская аппендэктомия». Между 1930–1970 годами в Северной Каролине было проведено более 7600 стерилизаций, причём 65 % процедур относилась к темнокожим женщинам. По подсчётам 1965 года, 35% пуэрториканок в возрасте от 20 до 49 лет были стерилизованы в связи с политикой контроля за рождаемостью.
Объёмы стерилизации в США росли с 1927 года до дела Скиннера против Оклахомы, создавшего основания для предотвращения стерилизаций. К 1963 году законы о стерилизации почти никогда не применялись на практике. Закон штата Вирджиния о стерилизации был отменён в 1974 году. Однако стерилизация массово проводилась в отношении индейских женщин в 1960 - 1970-е годы, в результате чего возможности деторождения лишились 25 % женщин в возрасте от 15 до 44 лет, а рождаемость у коренных жителей США упала с более трёх детей на одну женщину до 1,8 ребёнка.
Всего с 1907 по 1963 год в США были насильно стерилизованы более 64 тысяч человек.

### Стерилизация животных
Стерилизация бездомных животных используется в сочетании с вакцинацией в Бангладеш, Индии, России, Украине, Молдавии и некоторых других странах для контроля численности бездомных животных и предотвращения распространения бешенства.
Стерилизация домашних животных, обычно собак или кошек, применяется из заботы об их здоровье (к примеру, для предотвращения гнойной пиометры), в случаях, когда появление потомства животных нежелательно для хозяина, а также в случаях, когда обязательная стерилизация предусмотрена законодательством, например в некоторых штатах США с целью предотвращения пополнения популяции бездомных животных.

## Методы стерилизации
Методы хирургической стерилизации:
- Вазэктомия — хирургическая операция у мужчины.
- «Трубная окклюзия» — перетягивание фаллопиевых труб у женщины.
- Гистерэктомия — хирургическая операция у женщины.
- Овариогистерэктомия
- Кастрация — хирургическая операция у мужчины.

Кроме хирургических, существуют и другие способы стерилизации — например, медикаментозные и радиационные.